# Стара грађанска кућа у Неготину
Стара грађанска кућа у Неготину, саграђена је крајем 19. века, на углу сада улица Добриле Радосављевић и Љубе Нешића, представља непокретно културно добро као споменик културе.

## Архитектура куће
Кућа је угаона приземна стамбена зграда, садржи у себи основне градитељске карактеристике објекта насталих с краја 19. века. Грађевина има подрум и високо приземље са риголом од девет прозорских отвора у низу на делу фасаде из улице Љубе Нешића и четири из Улице Д. Радосављевића. Улаз у зграду је из дворишта и смештен је у средишту главне дворишне фасаде. 
Кровни венац на делу фриза испресецан је густо поређаним профилисаним елементима у виду конзола, тако да пресецају и отворе таванских прозора, поређаних у истоветном осовинским размаку, као и главни прпзорски отвори приземља. Такође се и број, односно распоред подрумских прозора поклапа са бројем и распоредом главних приземних односно таванских. Поред кровног венца, фасадну пластику сачињавају још и парапетни венац, испресецан масивним пиластрима са канелурама, углавном на угловима као и унутар склопа фасаде у пољима равномерно, са крупним коринтским капителима, непосредно у подножју кровног венца. Прозорски отвори приземља уоквирени су са плитком профилацијом у малтеру, а изнад њих се јављају надпрозорни венци, фланкирани паром висећих конзолних елемената у односу на сваки прозор, а декорисаних волутама и акантусовим лишћем. 
Слободне фасадне површине између прозорских отвора испресецане су хоризонталним и вертикалним фугама у малтеру са имитацијом на везу. Улаз из дворишта обликован је у виду плитког трема са по једним стубом са сваке стране, који се завршавају коринтским капителима и прихватају горњу конструкцију са тругаоним класичним тимпаноном. Лево и десно од улазног трема, јављају се широки отвори са полукружним луковима заштићених уметнутим стакленим преградама са дрвеним оквиром и подеоним елементима.